# 100e division d'infanterie légère
Pour les articles homonymes, voir 100e division.
La  100e division d’infanterie légère (en allemand : 100. Leichte Infanterie-Division) est une des divisions d'infanterie légère de l'armée allemande (Wehrmacht) durant la Seconde Guerre mondiale.

## Création et différentes dénominations
La 100. Leichte Infanterie-Division est formée le 10 octobre 1940 en tant qu'élément de la 12e vague de mobilisation dans le Wehrkreis XVII.
La 100. Leichte Infanterie-Division est renommée 100. Jäger-Division en juillet 1942.

## Organisation

Autre logo

### Commandants
| Date                              | Grade           | Commandant   |
| --------------------------------- | --------------- | ------------ |
| 10 décembre 1940 - 6 juillet 1942 | Generalleutnant | Werner Sanne |

## Théâtres d'opérations
- Décembre 1940 - Avril 1941 : Allemagne
- 6 avril au 28 mai 1941 : Bataille de Grèce
- Juin 1941 - Juillet 1942 : Front de l'Est, secteur sud

## Ordre de bataille
- Infanterie-Regiment 54
- Infanterie-Regiment 227
- verstärktes Infanterie-Regiment 369 (kroatisch)
- Aufklärungs-Abteilung 100
- Artillerie-Regiment 83
- Pionier-Bataillon 100
- Panzerjäger-Abteilung 100
- Nachrichten-Abteilung 100
- Feldersatz-Bataillon 100
- Versorgungseinheiten 100